# Jean Fléchet
Jean Fléchet est un réalisateur, producteur et écrivain français, né le 5 novembre 1928 à Lyon.

## Biographie
Jean Fléchet est diplômé de l'IDHEC en 1952. Il commence sa carrière au Maroc et à Paris. Il fonde la société de production Les Films verts en 1961. Animateur de l'association Téciméoc (Télévision et cinéma, méridional et occitan), il réalise en 1980 pour le cinéma et la télévision L'Orsalhèr, le premier long métrage entièrement en gascon.
Dans les années 1990 il donne des cours de cinéma au  lycée de l’Arc d’Orange (classe option cinéma), il est alors le professeur du cinéaste Julien Richard-Thomson.

## Filmographie (partielle)

### Assistant réalisateur
- 1960 : Le Voyage en ballon d'Albert Lamorisse

### Réalisateur
- 1957 : Brahim (court métrage marocain[3] en compétition au festival de Berlin 1957)
- 1964 : La Sartan, 20 minutes
- 1964 : La Faim de Machougas, 52 minutes
- 1965 : L'Enseignement philosophique, cinq entretiens filmés pour la Radio-télévision scolaire, conçus par Dina Dreyfus (édités en cassettes par les éditions Nathan et le CNDP en 1993)
- 1966:  Acq. Centre national de documentation pédagogique (France) [Producteur / distributeur]: « Le langage. 1 [Images animées] / [Jean Fléchet, réal.] ; Dina Dreyfus, prod. ; Pierre Bourdieu, Jean Hyppolite, Jean Laplanche.... [et al.], participants », sur catalogue.bnf.fr (consulté le 14 décembre 2021)
- 1967 : Le Magasin
- 1968 : Modèle et Structure, trois entretiens de Michel Serres et Alain Badiou, conçus par Dina Dreyfus, production de l'Institut pédagogique national
- 1970 : Traité du rossignol
- 1978 : Le Mont Ventoux
- 1980 : L'Orsalhèr, 110 minutes

## Publications
- Les Allées dramatiques, Atelier du Gué, 1997
- Le Montreur d'ours, Atelier du Gué, 1997
- Les Colporteurs, Atelier du Gué, 1997
- Ciné-Vaucluse, champ et hors-champ, 100 ans de cinéma loin de Paris, Dolfin Éditions, 2003
- La Caméra en bois, Éditions Cheminements, 2006